# Ronnie Schwartz
Ronnie Schwartz (ur. 29 sierpnia 1989 w Aalborgu) – duński piłkarz grający na pozycji prawego napastnika.

## Kariera klubowa
Schwartz pochodzi z Aalborga i tam też rozpoczął piłkarską karierę w zespole Aalborg BK. W 2006 został członkiem pierwszej drużyny w tym klubie. W Superligaen zadebiutował 16 września 2007 w wygranym 3:0 meczu z Brøndby IF. Pierwszego gola w tych rozgrywkach strzelił 2 sierpnia 2009 w spotkaniu z HB Køge (5:0). W 2011 został piłkarzem Randers FC.
Latem 2014 przeszedł do En Avant Guingamp. W Ligue 1 zadebiutował 9 sierpnia 2014 w przegranym 0:2 meczu z AS Saint-Étienne, natomiast pierwszego gola strzelił 18 października 2014 w wygranym 2:1 spotkaniu z Lille OSC. W 2015 został wypożyczony do Brøndby IF, a w 2016 do Esbjerg fB. 24 sierpnia 2016 został zawodnikiem Waasland-Beveren. W lidze belgiskiej zadebiutował 27 sierpnia 2016 w przegranym 1:2 spotkaniu z KV Oostende. Pierwszą bramkę w tych rozgrywkach zdobył 15 października 2016 w wygranym 4:2 meczu z KAS Eupen.
W 2018 trafił do Sarpsborg 08 FF, a potem do Silkeborg IF. W sezonie 2018/19 w barwach Silkeborgu awansował do Superligaen oraz został królem strzelców 1. division, strzelając 25 bramek. Zimą 2020 roku przeszedł do FC Midtjylland. W sezonie 2019/20 z wynikiem 18 goli uzyskał tytuł króla strzelców Superligaen.
4 stycznia 2021 Schwartz został piłkarzem Charlton Athletic. Podpisał z tym klubem 2,5-letni kontrakt. 12 października 2021 rozwiązał umowę z Charlton za porozumieniem stron. Od 1 stycznia 2022 został zawodnikiem Vendsyssel FF. 31 stycznia 2023 odszedł z tego klubu. 8 lutego 2023 podpisał kontrakt z Hobro IK, który obowiązywał do lata 2023 roku. Po wypełnieniu umowy pozostał bez klubu do 27 marca 2024, kiedy został zawodnikiem FC Fredericia. Po zakończeniu sezonu 2023/24 odszedł z tego zespołu.
| Sezon   | Klub              | Kraj     | Rozgrywki       | Mecze | Bramki | Rozgrywki Europy | Mecze | Bramki |
| ------- | ----------------- | -------- | --------------- | ----- | ------ | ---------------- | ----- | ------ |
| 2007/08 | Aalborg BK        | Dania    | SAS Ligaen      | 3     | 0      | –                | –     | –      |
| 2008/09 | Aalborg BK        | Dania    | SAS Ligaen      | 6     | 0      | –                | –     | –      |
| 2009/10 | Aalborg BK        | Dania    | SAS Ligaen      | 22    | 5      | –                | –     | –      |
| 2010/11 | Aalborg BK        | Dania    | Superligaen     | 16    | 4      | –                | –     | –      |
| 2011/12 | Randers FC        | Dania    | 1. Ligaen       | 22    | 8      | –                | –     | –      |
| 2012/13 | Randers FC        | Dania    | Superligaen     | 27    | 0      | –                | –     | –      |
| 2013/14 | Randers FC        | Dania    | Superligaen     | 33    | 0      | Liga Europy UEFA | 2     | 0      |
| 2014/15 | En Avant Guingamp | Francja  | Ligue 1         | 14    | 2      | Liga Europy UEFA | 2     | 0      |
| 2015/16 | Brøndby IF        | Dania    | Superligaen     | 16    | 4      | Liga Europy UEFA | 3     | 0      |
| 2015/16 | Esbjerg fB        | Dania    | Superligaen     | 12    | 4      | –                | –     | –      |
| 2016/17 | Waasland-Beveren  | Belgia   | Eerste klasse A | 12    | 1      | –                | –     | –      |
| 2018    | Sarpsborg 08 FF   | Norwegia | Eliteserien     | 14    | 5      | –                | –     | –      |
| 2018/19 | Silkeborg IF      | Dania    | 1. division     | 27    | 25     | –                | –     | –      |
| 2019/20 | Silkeborg IF      | Dania    | Superligaen     | 20    | 12     | –                | –     | –      |
| 2019/20 | FC Midtjylland    | Dania    | Superligaen     | 15    | 6      | –                | –     | –      |
| 2020/21 | FC Midtjylland    | Dania    | Superligaen     | 0     | 0      | –                | –     | –      |
| 2020/21 | Charlton Athletic | Anglia   | League One      | 16    | 1      | –                | –     | –      |
| 2021/22 | Vendsyssel FF     | Dania    | 1. division     | 13    | 1      | –                | –     | –      |
| 2022/23 | Vendsyssel FF     | Dania    | 1. division     | 5     | 0      | –                | –     | –      |
| 2022/23 | Hobro IK          | Dania    | 1. division     | 11    | 0      | –                | –     | –      |
| 2023/24 | FC Fredericia     | Dania    | 1. division     | 10    | 0      | –                | –     | –      |

Stan na: 8 czerwca 2024

## Sukcesy

### Klubowe
Aalborg BK
- Mistrzostwo Danii: 2007/2008

FC Midtjylland
- Mistrzostwo Danii: 2019/2020

### Indywidualne
- Król strzelców 1.division: 2018/2019 (25 goli)
- Król strzelców Superligaen: 2019/2020 (18 goli)